# The Surge
The Surge est un jeu vidéo de type action-RPG développé par Deck13 Interactive et édité par Focus Home Interactive, sorti en 2017 sur Windows, PlayStation 4 et Xbox One.
Il a pour suite The Surge 2.

## Synopsis
Le joueur incarne Warren, un travailleur handicapé (il se déplace en fauteuil), nouvellement employé de la société CREO. Warren doit participer à un projet appelé ReSolve. Lors de l'opération qui a pour but de l'augmenter, les choses tournent mal, puisque Warren se tord de douleur jusqu'à s'évanouir. Lorsqu'il se réveille, tous les employés, devenus des êtres cybernétiques, cherchent à l'éliminer. Warren devra comprendre ce qui se passe et survivre dans cette mega-corporation hostile.

## Système de jeu
The Surge est un « Soul-Like » : il reprend dans un cadre futuriste les grands principes de gameplay de la série des Souls.
Ce gameplay très exigeant rend hommage aux vieux jeux vidéo et ce, notamment par une difficulté élevée dès le début de l'aventure. 
Le joueur possède une barre d’endurance en plus des traditionnelles barres de vie et d’énergie/magie, ce qui l'oblige à préparer ses attaques lors des combats sans négliger l'esquive.  
Le système de confection d'objets de The Surge est similaire à celui des Souls.
Son système de confection et son univers post-apocalyptique pourraient nous faire penser à une ressemblance avec la licence Dead Rising.

## Contenu supplémentaire
A Walk in the Park, annoncé lors de la gamescom et paru en décembre 2017, permet d'explorer un parc d'attractions abandonné.